# Miloš Forman
Pour les articles homonymes, voir Forman.
Jan Tomáš Forman, né le 18 février 1932 à Čáslav (Tchécoslovaquie) et mort le 13 avril 2018 à Danbury (Connecticut, États-Unis), connu sous le nom de Miloš Forman [ˈmɪloʃ ˈforman], est un réalisateur américain d'origine tchécoslovaque, également scénariste et professeur de cinéma. Durant sa carrière, il a remporté deux Oscars, un BAFTA, quatre Golden Globes, un Ours d'or, un César, et un Lion tchèque.
Forman est une figure importante de la Nouvelle Vague tchécoslovaque avec la réalisation de L'As de pique (1964) et Les Amours d'une blonde (1965). Son film suivant, Au feu, les pompiers ! (1967), est cependant considéré par les critiques de cinéma et les autorités tchécoslovaques comme une satire du communisme d'Europe de l'Est. Il est d'abord projeté dans les salles de son pays d'origine, dans l'ambiance de volonté de réforme du Printemps de Prague, avant d'être finalement interdit par le gouvernement communiste après l'invasion du pays par le pacte de Varsovie en 1968. Forman est alors contraint de quitter la Tchécoslovaquie à 36 ans pour les États-Unis, où il poursuit sa carrière.
Il a reçu deux Oscars du meilleur réalisateur pour Vol au-dessus d'un nid de coucou (1975) et Amadeus (1984). Durant cette période, il réalise également des films remarquables et acclamés tels que Hair (1978), Ragtime (1981), Valmont (1989), Larry Flynt (1996) et Man on the Moon (1999).

## Biographie

### Jeunesse et formation
Miloš Forman naît en Tchécoslovaquie, à Čáslav, dans l'actuelle République tchèque. Il devient orphelin jeune durant la Seconde Guerre mondiale : son père a participé à la résistance tchèque contre l'occupant allemand et meurt dans le camp de Buchenwald en 1944, tandis que sa mère est arrêtée pour avoir participé à des affaires illégales dans une épicerie et meurt dans le camp d'Auschwitz en 1943.
Il est élevé avec ses frères par le reste de sa famille. Après la guerre, il est admis dans une école pour jeunes orphelins de guerre à Poděbrady. Cette institution gagne en notoriété et c'est ainsi que des enfants de la bourgeoisie tchécoslovaque y sont incorporés. C'est ainsi que Miloš Forman fait la connaissance de Václav Havel. Après un refus pour intégrer une école de théâtre à Prague, il entre à l'école du cinéma, l'Académie du film de Prague (FAMU). En 1956, il fait partie de l'équipe d'Alfréd Radok, créateur de la Laterna magika, une nouvelle forme de théâtre polyphonique utilisant, entre autres, le cinéma. À la FAMU, Forman réalise plusieurs courts métrages, puis se lance dans la mise en scène de comédies. Son premier long métrage, L'As de pique (1963), le fait connaître au-delà des frontières de son pays. Ses œuvres tchécoslovaques (Les Amours d'une blonde, Au feu, les pompiers !), auxquelles il donne une couleur de satire sociale, rompent avec le ton conformiste et l'académisme des productions communistes de l'époque.
En 1968, la répression du Printemps de Prague l'oblige à émigrer ; les autorités soviétiques ayant désigné les films de Forman comme symptôme de la dégénérescence du système socialiste qui sévit en Tchécoslovaquie, obligeant à l'intervention militaire dans ce pays. Lors des événements, il se trouve à Paris pour négocier les termes du contrat de son premier film américain. Sa société de production tchécoslovaque le licencie directement, prétextant qu'il est sorti illégalement du territoire. Il se retrouve séparé de sa seconde épouse qui préfère rester au pays avec leurs deux fils jumeaux. Miloš Forman ne les revoit qu'au milieu des années 80.
Avec son film Au feu, les pompiers !, il est en compétition officielle du Festival de Cannes, mais à l'instar d'autres réalisateurs, il se retire en solidarité avec le mouvement social de mai 68 qui a lieu en France.
Il s'établit ensuite à l'hôtel Chelsea de New York où résident aussi Janis Joplin et Leonard Cohen. Il devient plus tard professeur de cinéma à l'université Columbia, où il a notamment pour étudiants Kathryn Bigelow, le scénariste Martin Brossollet, Yves Lavandier, Ntshavheni Wa Luruli et James Mangold, son protégé.
En 1977, il est naturalisé américain.

### Révélation et consécration

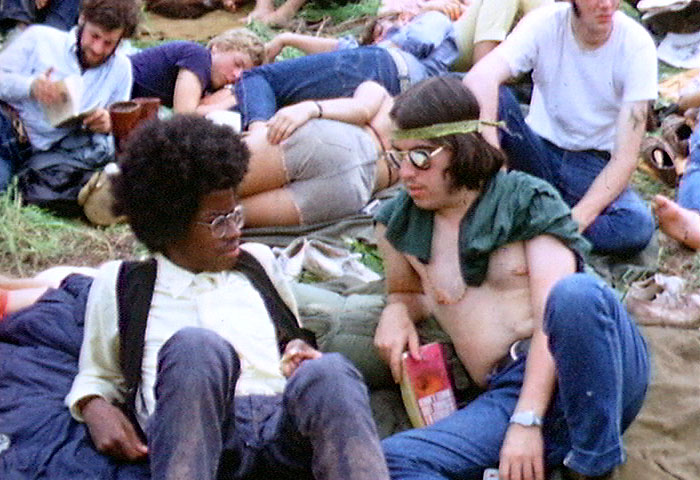
Hair (1979).

Passé aux États-Unis, Milos Forman réalise d'abord une comédie sociale, Taking Off (1971), sur la classe moyenne américaine. Le film est un échec commercial mais il s'inscrit néanmoins dans le Nouvel Hollywood.
Puis il change totalement de registre avec Vol au-dessus d'un nid de coucou (1975), un drame sur les milieux psychiatriques qui lui vaut une consécration internationale ainsi que l'Oscar du meilleur réalisateur.
En 1979, il change de genre en dévoilant la version cinématographique de la comédie musicale culte de Broadway, Hair. Mais le film est un échec, le mouvement hippie n'étant déjà plus à la mode et ayant laissé sa place au mouvement punk. Puis en 1981, il dévoile une vaste fresque sur l'Amérique du tout début du XXe siècle : Ragtime, mais là non plus il n'obtient pas de succès commercial.
En 1985, il remporte de nouveau l'Oscar du meilleur réalisateur pour l'adaptation de la pièce de Peter Shaffer sur la vie de Mozart vue par Salieri, le fastueux Amadeus, qu'il a en partie tourné à Prague, renouant ainsi avec son pays natal. Il a dû cependant négocier avec les autorités tchécoslovaques pour pouvoir tourner, s'engageant notamment à ne pas rencontrer de dissidents locaux, dont Vaclav Havel qui venait juste d'être emprisonné.
Les années 1980 se concluent sur Valmont (1989), avec Annette Bening et Colin Firth, sa variation sur les Liaisons dangereuses de Choderlos de Laclos écrite par Jean-Claude Carrière.

### Derniers films
Les années 1990 sont marquées par les sorties de deux biopics : d'abord Larry Flynt (1996), Ours d'or à Berlin, portrait du magnat américain de la presse pornographique, fondateur du magazine Hustler, puis Man on the Moon (1999), Ours d'argent de la meilleure réalisation, inspiré de la vie du comique américain Andy Kaufman.
En 2006, il se penche sur celle du peintre Goya dans Les Fantômes de Goya, pour lequel il retrouve le scénariste français Jean-Claude Carrière. 
En 2009, avec son fils Petr, il co-réalise dans son pays natal la comédie musicale Dobre placena prochazka. 
En 2011, il interprète l'époux de Catherine Deneuve dans le film Les Bien-aimés de Christophe Honoré. C'est alors sa dernière apparition dans le générique d'un film.

### Vie privée

#### Famille
Miloš Forman s'est marié à trois reprises, d'abord avec l'actrice Jana Brejchová en 1958, puis avec la chanteuse Věra Křesadlová en 1964, avec qui il a des jumeaux, enfin avec Martina Zbořilová en 1999, avec qui il a de nouveau des jumeaux.

#### Mort
Miloš Forman meurt à l'âge de 86 ans le 13 avril 2018 à Danbury, au Connecticut, des suites d'une maladie. Il est inhumé au nouveau cimetière de Warren, situé dans le même État.

## Filmographie

### Réalisateur

#### Courts et moyens métrages
- 1963 : L'Audition (Konkurs)
- 1963 : S'il n'y avait pas de guinguettes (Kdyby ty muziky nebyly)
- 1971 : I Miss Sonia Henie
- 1973 : Visions of Eight, partie : Le Décathlon

#### Longs métrages
- 1963 : L'As de pique (Černý Petr)
- 1965 : Les Amours d'une blonde  (Lásky jedné plavovlásky)
- 1967 : Au feu, les pompiers !  (Hoří, má panenko)
- 1971 : Taking Off
- 1975 : Vol au-dessus d'un nid de coucou (One Flew Over the Cuckoo's Nest)
- 1979 : Hair
- 1981 : Ragtime
- 1984 : Amadeus
- 1989 : Valmont
- 1996 : Larry Flynt (The People VS. Larry Flynt)
- 1999 : Man on the Moon
- 2006 : Les Fantômes de Goya (Goya's Ghosts)
- 2009 : Dobře placená procházka (cs) (Dobre placená procházka)

### Acteur
- 1954 : Stříbrný vítr de Václav Krška
- 1986 : La Brûlure (Heartburn) de Mike Nichols
- 2000 : Au nom d'Anna (Keeping the Faith) d'Edward Norton
- 2011 : Les Bien-aimés de Christophe Honoré, avec Catherine Deneuve

## Distinctions

### Récompenses
- 1964 : Léopard d'or au Festival international de Locarno pour L'As de pique.
- 1971 : Grand Prix du Jury au Festival de Cannes pour Taking Off
- 1974 : Golden Globe du meilleur documentaire pour Visions of Eight
- 1976 : Oscar du meilleur réalisateur pour Vol au-dessus d'un nid de coucou
- 1976 : BAFTA du meilleur réalisateur pour Vol au-dessus d'un nid de coucou
- 1976 : Golden Globe du meilleur réalisateur pour Vol au-dessus d'un nid de coucou
- 1985 : Oscar du meilleur réalisateur pour Amadeus
- Césars 1985 : César du meilleur film étranger pour Amadeus
- 1985 : Golden Globe du meilleur réalisateur pour Amadeus
- 1997 : Golden Globe du meilleur réalisateur pour Larry Flynt
- 1997 : Ours d'Or au Festival de Berlin pour Larry Flynt
- 1997 : Globe de Cristal du Festival international du film de Karlovy Vary pour l'ensemble de sa carrière
- 2000 : Ours d'argent du meilleur réalisateur à Berlin pour Man on the Moon
- 2010 : Prix Lumière du Festival Lumière pour l'ensemble de sa carrière
- 2013 : Lifetime Achievement Award au Directors Guild of America Awards

### Nominations
- Césars 1977 : nomination au César du meilleur film étranger pour Vol au-dessus d'un nid de coucou
- Césars 1980 : nomination au César du meilleur film étranger pour Hair
- Césars 1990 : nomination au César du meilleur réalisateur pour Valmont

## Hommages et rétrospectives

### Hommages
- Miloš Forman est membre d'honneur du Club de Budapest[9].
- Il a reçu à Lyon le Prix Lumière 2010 du festival Lumière pour l'ensemble de sa carrière[10].
- Depuis octobre 2018, une petite place porte son nom à Prague. Elle est située devant l’hôtel InterContinental (Ier arrondissement). Selon la maire de Prague Adriana Krnáčová, l’attribution d’un nom à cette place permettra d’empêcher la construction de tout bâtiment à cet endroit. « C’était le seul endroit libre à ne pas avoir de nom, » a-t-elle encore précisé, ajoutant que lorsque l’idée de baptiser un lieu au nom du réalisateur d’Amadeus a émergé, les recherches se sont naturellement orientées vers le centre-ville de la capitale tchèque.
- Le 4 novembre 2020, Carlotta Films dédie un coffret DVD/Blu-ray (Milos Forman, 4 œuvres de jeunesse) contenant les films L'Audition (1963), L'As de pique (1963), Les Amours d'une blonde (1965) et Au feu, les pompiers! (1967) ; en supplément se trouve une préface pour chaque film, une scène coupée de L'As de pique, un entretien avec l'actrice Pavla Martinkov, des bandes-annonces, Le Printemps (retour par Luc Lagier sur les films réalisés en Tchécoslovaquie communiste, et Milos Forman, années 60 (50', qui invite le cinéaste à évoquer ses souvenirs de cette époque).

### Rétrospectives
- En 2005, le festival international du film Entrevues à Belfort lui consacre une rétrospective.
- En septembre 2017, la Cinémathèque française lui consacre une rétrospective[11].

## Publications
- Et on dit la vérité, mémoires, Miloš Forman et Jan Novak, Robert Laffont, Paris, France, 1994